# GOLDEN☆BEST 佐良直美
『GOLDEN☆BEST 佐良直美』（ゴールデン☆ベスト さがらなおみ）は、佐良直美のベストアルバム。2007年11月21日発売。発売元はビクターエンタテインメント。規格品番：VICL-62662。

## 解説
各レコード会社から発売されているゴールデン☆ベストシリーズの中の1枚。
佐良は「いいじゃないの幸せならば」で1969年の第11回日本レコード大賞を受賞した歌手であり、1970年代のテレビタレントとしても活躍したが、旧譜の復刻は本アルバム発売以前は殆ど無い。アルバム収録曲中、3分の2は初CD化となった。
選曲・解説は、本作品と同時に発売された『GOLDEN☆BEST やまびこ演歌・西川峰子』（VICL-62659）と同様、合田道人による。
オリジナル楽曲のほか、「テネシーワルツ」「夜明けのうた」「君待てども」「リリー・マルレーン」のカヴァー4曲が収録された。

## 収録曲
1. 世界は二人のために（3:47）
  - 作詞: 山上路夫 、作曲: いずみたく
  - 第18回 & 第24回 & 第30回NHK紅白歌合戦 歌唱曲
  - 明治製菓・アルファチョコレートのコマーシャルソング
  - 結婚披露宴余興カラオケの定番とされる[1]。
2. 私の好きなもの（2:58）
3. 星になりたい（3:31）
4. すてきなファニー（3:37）
  - 第19回NHK紅白歌合戦 歌唱曲
5. 知らないで愛されて（3:20）
6. いいじゃないの幸せならば（3:28）
  - 作詞: 岩谷時子 、作曲: いずみたく
  - 第20回NHK紅白歌合戦 歌唱曲、及び第11回日本レコード大賞受賞曲。
  - 2005年にフジテレビ系で放送された『女の一代記 越路吹雪 愛の生涯〜この命燃えつきるまで歌う〜』（越路吹雪役: 天海祐希 、作詞者の岩谷時子役: 松下由樹）では、このタイトルの曲が生まれたエピソードが描かれている。
7. どこへ行こうかこれから二人（2:50）
  - 第21回NHK紅白歌合戦 歌唱曲
8. 生きてるって素晴らしい（2:41）
9. 片道列車（2:53）
  - 第22回NHK紅白歌合戦 歌唱曲
10. のんびりやるさ（2:52）
11. 別れ話は背中にしてね（3:38）
12. 花のフェスティバル（2:44）
  - 第25回NHK紅白歌合戦 歌唱曲
13. 夜明けのうた（2:39）
  - 作詞: 岩谷時子 、作曲: いずみたく
  - 原曲歌唱: 岸洋子
14. 君待てども（3:11）
  - 作詞・作曲: 東辰三
  - 原曲歌唱: 平野愛子
15. ありがとう（3:05）
16. ひとり旅（3:13）
  - 第27回NHK紅白歌合戦 歌唱曲。
17. 速達（3:12）
18. 時計館（3:39）
19. 愛の消しゴム（4:07）
  - 第29回NHK紅白歌合戦 歌唱曲
20. テネシーワルツ（2:10）
  - パティ・ペイジ、日本では江利チエミなどが歌唱[2]。
21. リリー・マルレーン（3:53）